# Abdulkadir
Abdulkadir bzw. etwas seltener Abdülkadir ist ein türkischer männlicher Vorname.

## Herkunft und Bedeutung
Beim Namen Abdülkadir handelt es sich um eine türkische Variante des arabischen Namens Abd al-Qadir. Der Name setzt sich aus den Elementen عبد 'abd „Diener“ und قادر  qadir „fähig, mächtig“ zusammen und bedeutet: „Diener des Mächtigen“.
Da al-Qadir einer der 99 Namen Allahs ist, wird die Bedeutung auch als „Diener Allahs“ und der Name als theophor verstanden.
Eine gebräuchliche und überwiegend im Türkischen vorkommende Kurzform des Namens ist Kadir.

## Namensträger

### Vorname
- Abdülkadir Aksu (* 1944), türkischer Politiker
- Abdülkadir Aygan (* 1958), ehemaliges kurdisch-türkisches PKK-Mitglied
- Abdulkadir Beyazit (* 1996), deutscher Fußballspieler
- Abdulkadir Bitigen (* 1983), türkischer Fußballschiedsrichter
- Abdülkadir Kayalı (* 1991), türkischer Fußballspieler
- Abdulkadir Kuzey (* 1991), türkischer Fußballspieler
- İbrahim Abdülkadir Meriçboyu (1917–1985), türkischer Dichter und Übersetzer
- Abdülkadir Ömür (* 1999), türkischer Fußballspieler
- Abdulkadir Özdemir (Fußballspieler, 1991) (* 1991), türkischer Fußballspieler
- Abdulkadir Özdemir (Fußballspieler, 1994) (* 1994), türkischer Fußballspieler
- Abdulkadir Özgen (* 1986), türkischer Fußballspieler
- Abdülkadir Pirhasan (Vedat Türkali; 1919–2016), türkischer Schriftsteller
- Abdulkadir Selvi (* 1964), türkischer Journalist und Buchautor
- Abdülkadir Turhan Sökmen (1923–2011), türkischer Generalleutnant

### Familienname
- Ali Abdulkadir, somalischer Fußballspieler
- Dalila Abdulkadir (* 1998), bahrainische Langstreckenläuferin äthiopischer Herkunft
- Seyyit Abdülkadir (1851–1925), kurdischer Politiker